# Людвиг фон Эрлихсхаузен
Лю́двиг фон Эрлихсха́узен (Эльрихсха́узен; нем. Ludwig von Erlichshausen; вероятно, 1410 или 1415, возле Крайльсхайма, Швабия — 4 апреля 1467, Кёнигсберг) — 31-й великий магистр Тевтонского ордена с 1450 по 1467 год.

## Биография
Точная дата рождения неизвестна, вероятно, 1410 или 1415 год. Происходил из рода министериалов округа Крайсхайм-Фейхтванген, двоюродный брат предыдущего великого магистра Конрада фон Эрлихсхаузена.
В 1434 году вступил в Орден, карьеру начал в качестве компана (помощника) комтура Бранденбурга. C 1436 по 1440 год был компаном великого магистра Пауля фон Русдорфа. В 1442—1447 годах комтур Шонси, в 1446-1450 годах комтур Меве.
Вскоре после смерти брата 21 марта был выбран новым великим магистром, хотя и имел неуживчивый характер. Его бескомпромиссная борьба против Прусской конфедерации привела к тому, что прусские города обратились за помощью к королю польскому Казимиру IV. 6 марта 1454 года Казимир подписал акт об инкорпорации, что стало поводом для начала Тринадцатилетней войны между Королевством Польским и Тевтонским орденом.
После победы в битве под Кёницом Орден имел возможность развить успех, однако великий магистр медлил, склоняясь к мирному пути решения конфликта. С самого подписания Торуньского мира 1411 года Орден испытывал серьёзные финансовые трудности. Людвигу пришлось заложить свою резиденцию замок Мариенбург наёмникам, которым не было чем платить жалование. Великий магистр переехал в замок Меве, а позднее в Кёнигсберг. В 1457 году Мариенбург был осаждён поляками, осада продолжалась до 1460 года, когда наёмники согласились перепродать замок Казимиру IV. В 1454—1455 годах Орден был вынужден заложить, а после и продать Бранденбургу Ноймарк.
В 1463 году поляки осадили замок Меве. Эта крепость играла важное значение, так как контролировала переправу через Вислу. Соответственно именно здесь можно было осуществлять сухопутную связь Кёнигсберга с землями к западу от Вислы. Великий магистр решил отправиться на выручку осаждённым на кораблях через Вислинский залив. Но долгая подготовка кораблей и воинов позволила лидерам Прусской конфедерации собственную флотилию и навязать тевтонцам морское сражение. В битве в Вислинском заливе флот ордена был разгромлен. Сам магистр лишь чудом сумел сбежать на своём корабле и добраться до Кёнигсберга. После падения в начале 1464 года замка Меве орден был готов пойти на любые уступки.      
Крайне тяжёлая для Ордена война завершилась подписанием Второго Торуньского мира (1466), по которому крестоносцы теряли Померелию, Эрмланд и Кульмерланд, а великий магистр признавал себя вассалом польского короля.
Людвиг фон Эрлихсхаузен скончался 4 апреля 1467 года в Кёнигсберге, где и был похоронен в кафедральном соборе.